# 奧蘭奇托
奧蘭奇托（西班牙語：Olanchito）是洪都拉斯的城市，由約羅省負責管轄，位於該國北部，始建於1523年，面積2,028平方公里，海拔高度157米，主要經濟活動有工業和農業，2001年人口78,776。
15°29′N 86°35′W / 15.483°N 86.583°W